# Ahmetdanişment, Artova
Ahmetdanişment là một xã thuộc huyện Artova, tỉnh Tokat, Thổ Nhĩ Kỳ. Dân số thời điểm năm 2011 là 189 người.